# Aspidosperma carapanauba

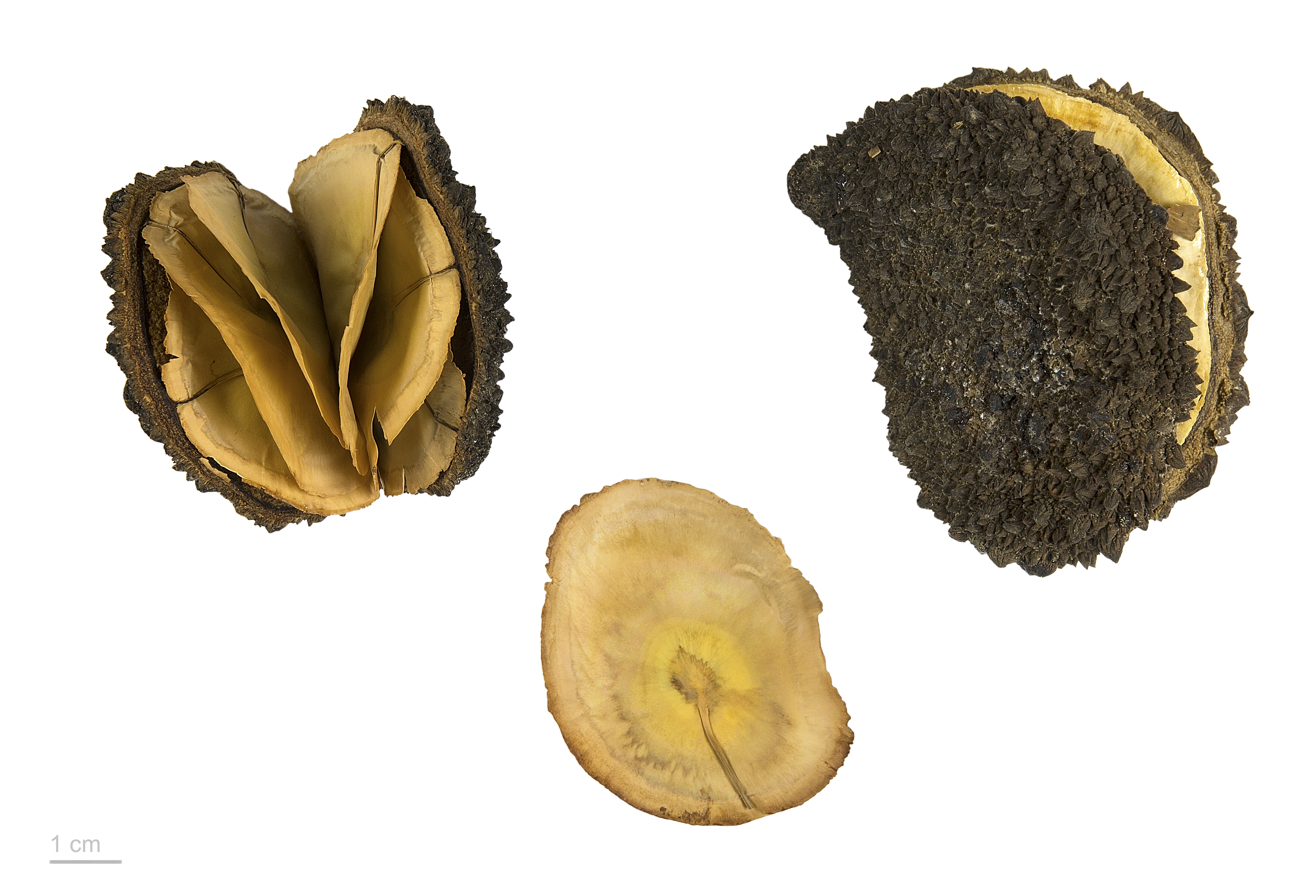
Aspidosperma carapanauba

Aspidosperma carapanauba är en oleanderväxtart som beskrevs av Marcel Pichon. Aspidosperma carapanauba ingår i släktet Aspidosperma och familjen oleanderväxter. Inga underarter finns listade i Catalogue of Life.